# 戸谷敏之
戸谷 敏之（とや としゆき、1912年〈明治45年〉7月 - 1945年〈昭和20年〉9月）は、日本の経済学者、歴史学者。日本常民文化研究所員。専門は農業経済史。

## 略歴
長野県埴科郡松代町に生まれる。東京府立第一中学校を卒業し、1930年に第一高等学校文科甲類に入学。1933年（昭和8年）に東京帝国大学経済学部の入学試験に合格するが、思想問題により第一高等学校の卒業を取り消され、東京帝国大学への入学も取り消される。1934年（昭和9年）に法政大学予科に入学。1936年に法政大学経済学部に入学し、小野武夫の日本農業史演習に参加し、研究テーマを「徳川時代に於ける「豪農」の研究」とした。大塚久雄にも師事し、また戸坂潤の「経済学批判」などの研究会にも参加していた。
1939年（昭和14年）に法政大学経済学部経済学科を卒業する。同年アチック・ミューゼアム（後に日本常民文化研究所に名称を変更）に入所するとともに、小野武夫の助手として土地制度史・農業技術史を研究し、小野からは自身の後継者と目されていた。1944年（昭和19年）に応召し、1945年（昭和20年）9月、フィリピンにて敗走中に戦死、享年34。

## 人物
府立一中を首席で卒業し、指導教授の大塚久雄と渡り合えるほどの学識を有していた。特に、イギリスのヨーマンと呼ばれる独立自営農民の研究ではどんな学者の追随も許さなかった。大塚史学の形成に寄与したと言われ、アチック・ミューゼアム一の俊英と謳われる。
大塚は戸谷に絶大な信頼を置いており、戦後、事あるごとに「戸谷君がいきていればねえ……」と漏らしていた。大塚は戸谷の復員を信じ、大塚の懇望によって、東京大学経済学部に戸谷のために助教授のポストを空けて待っていた。
一高で戸谷の一年後輩だった丸山眞男は1933年に検挙留置された時に戸谷と一緒になり、戸谷からヘーゲル倫理学の話を聞き、『精神現象学』を読めと勧められ、話が途切れたときについ涙を流してしまい、自分の弱さ、知性の頼りなさを思い知ったという。戸谷は一高時代から平沢道雄と並ぶマルクス主義に造詣の深い俊才として知られ、「学問の平沢、人格の戸谷」と言われていた。出征時には、宇佐美誠次郎に「兵隊とは戦わざるを得ないが民衆に銃を向けることはしない」と言い残していたが、皮肉にもルソン島山中で地元民に襲撃されて戦死した。また、平沢もフィリピンで戦死した。

## その他
1939年（昭和14年）に、実験民俗学と称して、5年後の日本と日本人の生活がどうなっているかを、アチック・ミューゼアム内で予測し、その回答を天井裏に保管しておいた。1943年（昭和18年）に開けてみると戸谷の回答がもっとも正鵠を得ていた。戸谷はそこに、こう書いていた。『日本は日中戦争の処理に窮しておそらく第二次世界大戦に発展するだろう。それから一年半の後、ソ連は日本に向かって開戦し、やがて日本は敗戦に追いつめられるだろう』。

## 著書

### 単著
- 『切支丹農民の経済生活-肥前国彼杵郡浦上村山里の研究』（伊藤書店、1943）
- 『近世農業経営史論』（日本評論社、1949）
- 『イギリス・ヨーマンの研究』（御茶の水書房、1951）

### 共著
- 『日本農業経済史研究 上』（日本評論社、1948）